# Elkülönített állami pénzalapok Magyarországon
Az elkülönített állami pénzalap az állam egyes feladatait részben államháztartáson kívüli forrásokból finanszírozó alap. Kizárólag törvénnyel lehet létrehozni. A törvénynek tartalmaznia kell
- a pénzalap rendeltetését,
- bevételi forrásait,
- a teljesíthető kiadásokat,
- a felhasználásért felelős minisztert.

Az elkülönített állami pénzalap költségvetés alapján gazdálkodik. A költségvetést és a zárszámadást az Országgyűlés fogadja el. Az éves költségvetési beszámolóját és mérlegét könyvvizsgáló hitelesíti.

## Működő elkülönített állami pénzalapok

### Nemzeti Foglalkoztatási Alap
Célja a foglalkoztatáshoz, a munkanélküliséghez, a képzési rendszer fejlesztéséhez kapcsolódó pénzeszközök összevonásával, egységes kezelésével:
- az álláskeresők ellátásának biztosítása
- a foglalkoztatás elősegítése, a munkahelyteremtés, a munkahelymegőrzés, a munkaerő alkalmazkodásának és az álláskeresők munkához jutásának támogatása
- a felszámolás alatt álló gazdálkodó szervezetek munkavállalói szociális biztonságának elősegítése
- a képzési rendszer fejlesztésének támogatása
- hozzájárulás a korengedményes nyugdíj helyébe lépő korhatár előtti ellátás kifizetésének részbeni finanszírozásához
- az egyes alaprészekből finanszírozott ellátások, támogatások működtetésével kapcsolatos kiadások fedezetének biztosítása
- az Európai Foglalkoztatási Szolgálat működési és fejlesztési kiadásainak finanszírozásához történő hozzájárulás

Kezelője: a legtöbb előirányzat és alaprész tekintetében a foglalkoztatáspolitikáért felelős miniszter
Bevételei:
- a társadalombiztosítási járulékból a Nemzeti Foglalkoztatási Alapot a 2019. évi CXXII. törvény (Tny. tv.) 26. § (1) szerint megillető 8,1%-os része. ("8,1 százalékot munkaerőpiaci járulék címén a foglalkoztatási programokkal kapcsolatos elkülönített állami pénzalapnak naponta utal át")
- 2010. évi LXXV. törvény (Efo tv.) 13 § (2) alapján a  8. § (1) összegének 6,8%-os része. (13 § (2)  Az adóhatóság a 8. § (1) bekezdése alapján fizetett közteher összegéből 91,8%-ot a Nyugdíjbiztosítási Alapnak, 1,4%-ot az Egészségbiztosítási Alapnak és 6,8%-ot a foglalkoztatási programokkal kapcsolatos elkülönített állami pénzalapnak utal át.)
- a szociális hozzájárulási adónak a költségvetési törvényben meghatározott százaléka
- a szakképzési hozzájárulásról és a képzési rendszer fejlesztésének támogatásáról szóló törvényben meghatározott szakképzési hozzájárulás
- a központi költségvetési támogatás
- Az állami foglalkoztatási szervek közreműködésével, uniós források bevonásával megvalósuló programok, támogatások, valamint járulékátvállalás végrehajtása érdekében befolyó bevételek
- egyéb bevételek: a Nemzeti Foglalkoztatási Alap javára teljesített visszafizetés, a hatósági eljárás alapján befolyt bevétel, késedelmi pótlék, kamatbevétel, a Nemzeti Foglalkoztatási Alap javára teljesített önkéntes befizetés, támogatás, valamint a működésével összefüggő bevétel
- uniós forrás terhére megvalósuló operatív program finanszírozására szolgáló előleg
- az Európai Globalizációs Alkalmazkodási Alaptól az 1927/2006 EK rendelet alapján társfinanszírozás címen befolyó bevétel

Kiadásai:
- célhoz kapcsolódó kifizetések
- alap működésének kiadásai
- képzés feltételeinek megteremtése
- munkahelyteremtés

A Munkaerőpiaci Alap elnevezése Nemzeti Foglalkoztatási Alapra módosult 2012. január 1-jével.

### Központi Nukleáris Pénzügyi Alap
Célja: radioaktív hulladékok elhelyezése
Kezelője: gazdasági miniszter
Bevételei: radioaktív anyagokat előállítók és felhasználók befizetései
Kiadásai:
- elhelyezés, tárolók kialakítása
- alap működését biztosító kiadások

### Nemzeti Kutatási, Fejlesztési és Innovációs Alap
A Nemzeti Kutatási, Fejlesztési és Innovációs Alap (továbbiakban: NKFI Alap) 2015. január 1-én jött létre a tudományos kutatásról, fejlesztésről és innovációról szóló 2014. évi LXXVI. törvény alapján. Az NKFI Alap a kutatás-fejlesztés és az innováció állami támogatását biztosító és kizárólag ezt a célt szolgáló, az államháztartásról szóló törvény szerinti elkülönített állami pénzalap.
Az NKFI Alap rendeltetése kiszámítható és biztos forrást biztosítani a kutatás-fejlesztés és a gazdaságban hasznosuló innováció ösztönzésére és támogatására, lehetővé tenni a gazdaságban és a társadalmi élet egyéb területein hasznosuló kutatás és fejlesztés erősítését, a hazai és külföldi kutatási eredmények hasznosítását, fejleszteni a kutatás-fejlesztési és innovációs infrastruktúrát és annak körébe tartozó szolgáltató tevékenységeket.
Az NKFI Alapért az Nemzeti Kutatási, Fejlesztési és Innovációs Hivatal felelős.
(forrás: https://web.archive.org/web/20170405072442/http://nkfih.gov.hu/palyazatok/innovacios-alap)

### Nemzeti Kulturális Alap
A Nemzeti Kulturális Alapot a Magyar Országgyűlés az 1993. évi XXIII. törvény megalkotásával hozta létre.

### Bethlen Gábor Alap
„Célja a határon túli magyarságnak a szülőföldjén való – egyéni és közösségi – boldogulása, anyagi és szellemi gyarapodása, nyelvének és kultúrájának megőrzése és továbbfejlesztése, az anyaországgal való és egymás közötti sokoldalú kapcsolatának fenntartása és erősítése érdekében támogatások nyújtása.”
Jogelődje a Szülőföld Alap.

## Megszűnt elkülönített állami pénzalapok

### Wesselényi Miklós Ár- és Belvízvédelmi Kártalanítási Alap[8]
Az ár- és belvízkárok megtérítésében való önkéntes részvételre ösztönző elkülönített állami pénzalap, amelybe a Magyar Köztársaság területén a veszélyeztetett területeken lakóingatlan tulajdonnal rendelkező természetes személyek szerződés alapján befizetést teljesíthetnek, ezáltal jogosulttá válhatnak a káresemények utáni kártalanításra.
Célja:
Veszélyeztetett környezetben élők éves díj fejében kártérítést kaphatnak belőle. Mértékét meghatározza az ingatlan értéke és fekvése.
Bevételei:
- veszélyeztetett területen élők befizetései
- állami támogatás
- nemzetközi segélyek
- önkéntes befizetések, adományok

Kiadásai:
- elhelyezés
- alap működést biztosító kiadások

### Kutatási és Technológiai Innovációs Alap
Célja: kiszámítható és biztos forrást jelentsen a magyar gazdaság technológiai innovációjának ösztönzésére és támogatására. Másrészt, hogy lehetővé tegye a gazdaságban és a társadalmi élet egyéb területein hasznosuló kutatás és fejlesztés erősítését, a hazai és külföldi kutatási eredmények hasznosítását valamint az innovációs infrastruktúra és annak körébe tartozó szolgáltató tevékenységek fejlesztését.
Kezelője: oktatási miniszter, nemzetgazdasági miniszter
Jogutódja: Nemzeti Kutatási, Fejlesztési és Innovációs Alap

### Munkaerőpiaci Alap
Kezelője: Gazdasági miniszter; jogutódja: Nemzeti Foglalkoztatási Alap

### Szülőföldalap
Kezelője: Külügyminiszter